# Glossobalanus berkeleyi
Glossobalanus berkeleyi är en djurart som tillhör fylumet svalgsträngsdjur, och som först beskrevs av Willey 1931.  Glossobalanus berkeleyi ingår i släktet Glossobalanus och familjen Ptychoderidae. Inga underarter finns listade i Catalogue of Life.